# Катя Зографова
Катя Цветанова Кузмова-Зографова е българска литературна историчка, литературоведка и писателка.

## Биография
Родена е на 11 май 1957 г. в Панагюрище. Завършва българска филология в Пловдивския университет „Паисий Хилендарски“. През 1989 г. печели конкурс и започва работа в Националния литературен музей в София. От 2002 до 2009 г. е директорка на къщата музей „Никола Вапцаров“, а от 2010 до 2016 г. - на Националния литературен музей. От 2016 година отново е главен уредник на къщата музей „Никола Вапцаров“.
Има над 600 публикации в печатните медии. Участва в над 40 научноизследователски сборници, съставя книги, пише за български писатели и художници.
Участва и е консултантка на документални филми за Елисавета Багряна, Иван Ненов, Никола Вапцаров, Яворов, Димчо Дебелянов, кафе-сладкарница „Цар Освободител“, литературните места на София.
Главен фокус на изследванията ѝ е периодът от 20-те до 40-те години на ХХ век.
От 2019 г. по покана на Фондация „Прочети София“ води литературни разходки „Непознатите класици“ и „Непознатите бохеми“.
Книгата ѝ за Чавдар Мутафов е отличена с международната награда на Панаира на книгата в Ниш, а „Многоликата българка“ – с националната награда „Блага Димитрова“. През 2015 г. е удостоена с националната награда за литературна критика „Нешо Бончев“ и със златна монета „Писменост“ на Съвета на европейската научна и културна общност, „Творец на Панагюрище“.
Нейни текстове са превеждани на френски, италиански, английски, полски, гръцки и руски.
Членува в Съюза на българските писатели, Клуба на българските писателки, Дамския литературен салон „Евгения Марс“ и Женското патриотично дружество „Райна Княгиня“.